# 橄榄树 (政党联盟)
橄榄树（義大利語：L'Ulivo）是在1995年至2007年间的数个由中左翼意大利政党组成的政党联盟的名称。

## 概要
在1994年意大利大选中获胜的中右联盟以西尔维奥·贝卢斯科尼为意大利总理主持政权，但仅八个星期就因贝卢斯科尼涉嫌贪污及与北方联盟的合作破裂而垮台。贝卢斯科尼辞职后，新成立的迪尼内阁由非政治家组成，受到在1994年选举中失败的中左联盟的信任。中左联盟在对政权影响力持续增长的同时，为下次国会选举做准备，开始联合中间派，特別是具天主教民主党背景，罗马诺·普罗迪在1996年大選中被推举为总理候選人。
普罗迪内阁为上下两院承认的翌日，经济学家出身的普罗迪发起了旨在团结中左翼的公民运动，以橄榄树为标志，理由是“既是和平的象征，亦坚固可结果”。
最大在野党左翼民主党（PDS）赞同普罗迪的橄榄树构想，其总书记马西莫·达莱马宣布参加橄榄树联盟，在上次选举中的各左翼政党亦纷纷参加。但左派的重建共产党（PRC）因普罗迪有曾在旧执政党意大利天主教民主党（DC）政权中出任阁僚的经验，而对其抱有警戒心，虽同意协助选举但并未参加。
橄榄树联盟虽以旧意大利共产党系的左翼民主党为核心，但因推举普罗迪作为总理候选人，减轻了其过去的共产党色彩而获得成功。在1996年意大利大选中，
橄榄树联盟击败贝卢斯科尼领导的右翼联盟，一跃成为国会最大的势力，成立意大利五十年來首个左翼政府。
1998年10月9日，普罗迪因失去共产党的支持而不得不辞职，10月21日左翼民主人士（DC）的马西莫·达莱马作为继任当选。1999年12月22日的第二届达莱马政府、2000年4月25日的第二届朱利亚诺·阿马托政府均以橄榄树联盟作为核心。
在2001年5月13日大選，橄榄树联盟败给了贝卢斯科尼领导的中右翼联盟自由之家（Casa delle Libertà）。这次贝卢斯科尼和北方联盟合作，得以完成五年任期。

## 深度阅读
- Salvati, Michele. . Italy Between Europeanization and Domestic Politics. Italian Politics 19 (Berghahn). 2004: 45–62.